# Rindal
Rindal és un municipi situat al comtat de Trøndelag, Noruega. Té 2.036 habitants (2016) i té una superfície de 631.84 km². El centre administratiu del municipi és el poble homònim.